# Hydroxyle

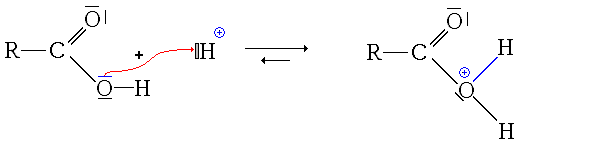
Protonation hydroxyle.

En chimie et en minéralogie, le nom hydroxyle ou oxhydryle désigne l'entité OH comportant un atome d'oxygène et d'hydrogène liés. Quand il s'agit d'un radical isolé, on le note ·OH ou  HO·. Quand il est ionisé, on parle plutôt d'anion hydroxyde (OH−). Quand il s'agit d'un groupe fonctionnel attaché à une structure moléculaire, on parle aussi de groupe hydroxy (–OH).

## Anion hydroxyle (ou hydroxyde)

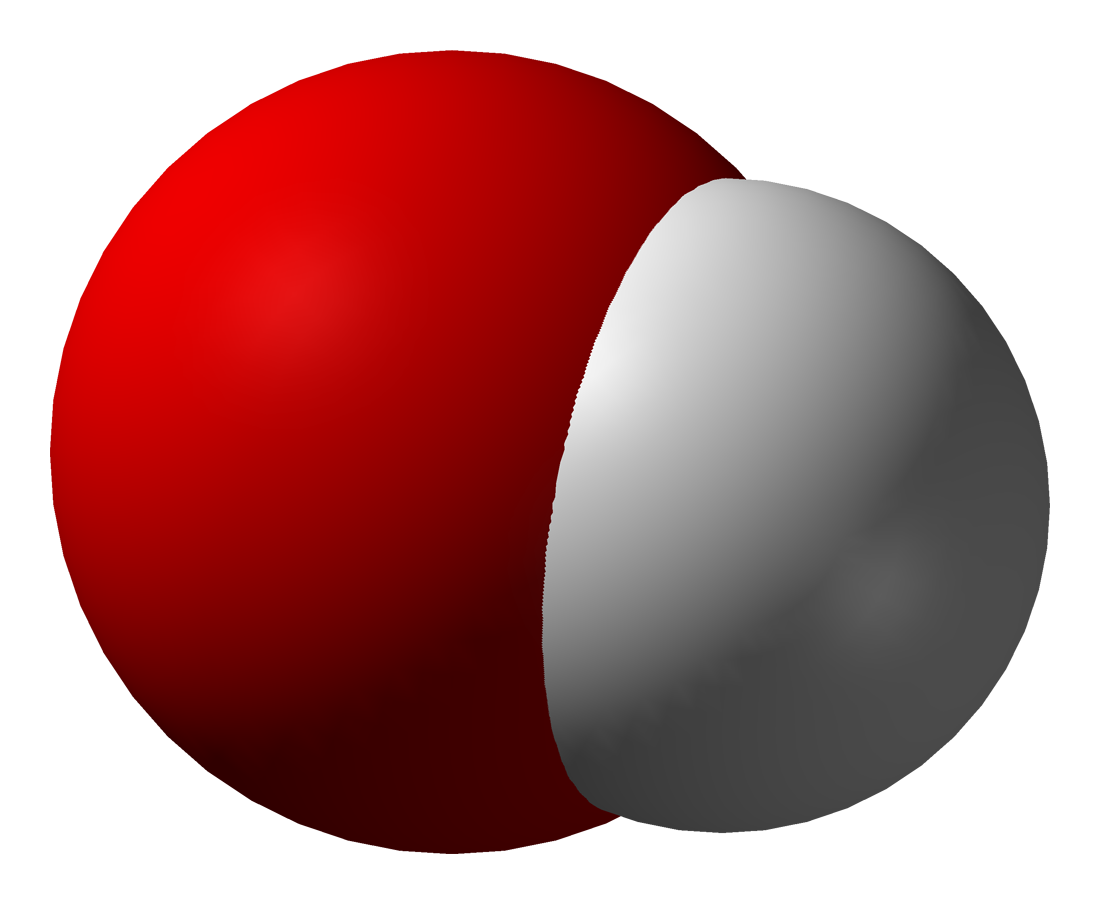
OH-,un anion hydroxyle

Son existence a été postulée par la théorie d'Arrhenius. Il est lié à la « dissociation ionique de l'eau » en ions hydronium et hydroxyle.
H2O ↔ H+ + OH−
Cette approche ionique a permis de comprendre les notions d'hydrolyse et de solvants à forces ioniques, d'acide et de base, ainsi que les équilibres acido-basiques et les réactions acido-basiques à partir de l'étude théorique des couples acido-basiques. Un composé ionique contenant un ou plusieurs ions hydroxyle se nomme un hydroxyde ; exemples : la soude caustique, l'hydroxyde de lithium, la chaux vive.
À l'origine, un hydroxyde était toute espèce chimique contenant l'ion OH−,. Par extension, et dans un souci de pédagogie ou de convention anglo-saxonne, le terme « hydroxyde » (en anglais : hydroxide ion) est désormais utilisé pour désigner l'anion hydroxyle, tandis que le terme « hydroxyl(e) » doit être réservé pour désigner le radical hydroxyle (·OH).

## Radical hydroxyle
Le radical ·OH existe également et peut être stabilisé dans certains solvants aprotiques. Le radical hydroxyle est produit par exemple lors de réactions de dissociation de peroxydes, en présence d'ions de métaux de transition (Fe(II), Cu(I), réaction de Fenton), de chauffage ou de rayonnement.

## Groupe hydroxyle (ou hydroxy)

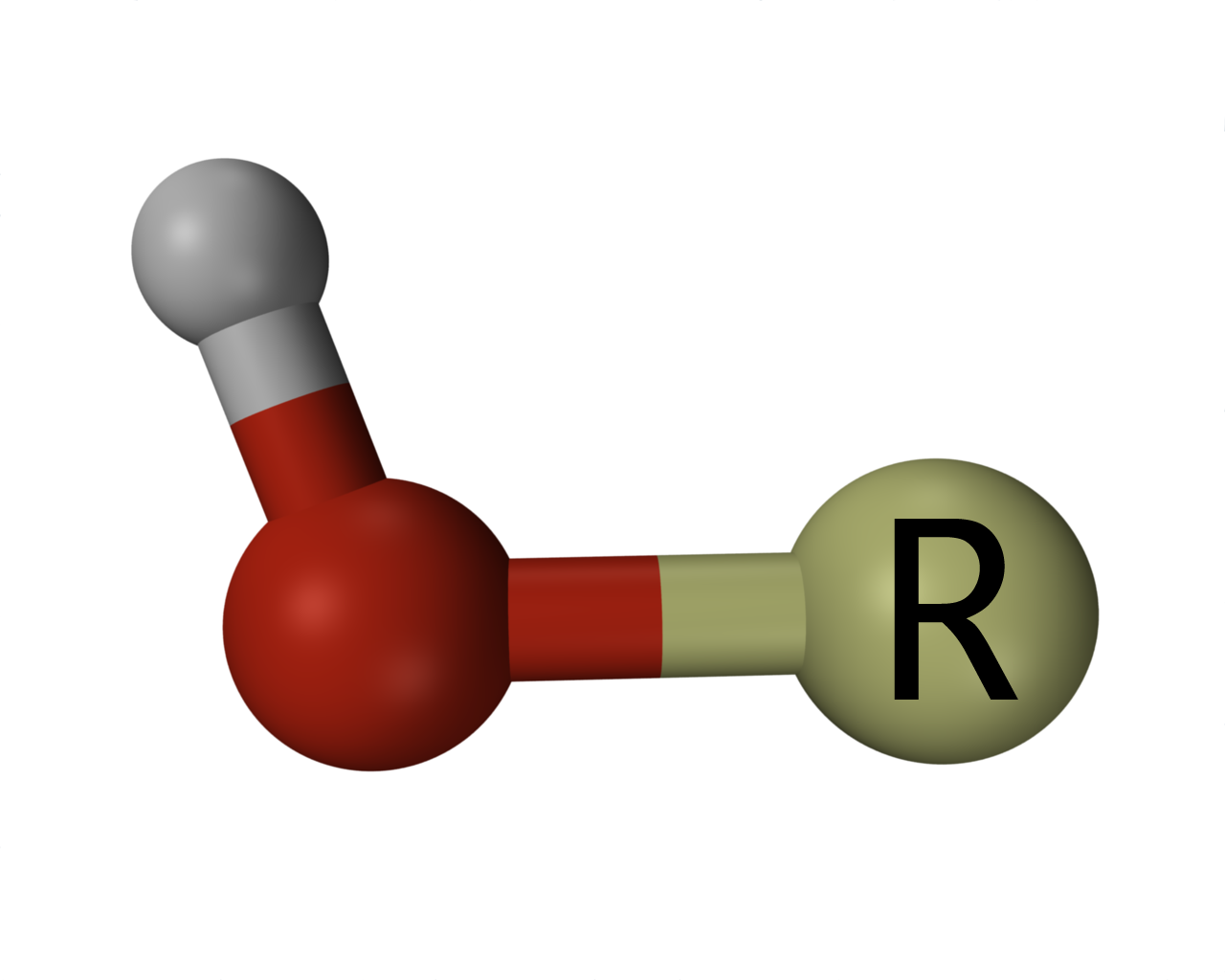
Représentation en 3D d'un groupe hydroxyle ; R peut représenter n'importe quelle partie de molécule.

Ce groupe fonctionnel est commun, presque omniprésent en chimie (on en trouve par exemple dans l'acide sulfurique commercialisé, produit industriellement), en chimie organique et en biochimie.
De nombreux composés inorganiques contiennent des groupes hydroxyles. Il caractérise (associé à une chaîne carbonée aliphatique) les différents alcools et, placé sur un cycle benzénique, les phénols ; il est aussi présent dans les très nombreux composés dits « hydroxylés ».
Les groupes hydroxyles participent aux réactions de déshydratation qui lient des molécules biologiques simples en longues chaînes. La jonction d'un acide gras au glycérol pour former un triacylglycérol élimine le -OH de l'extrémité carboxyle de l'acide gras. La jonction de deux sucres aldéhydes pour former un disaccharide élimine le radical -OH du groupe carboxy à l'extrémité aldéhyde d'un sucre. La création d'une liaison peptidique pour lier deux acides aminés afin de produire une protéine supprime le -OH du groupe carboxyle d'un acide aminé.

## Toxicité
Les radicaux hydroxyles étant très réactifs, ils subissent des réactions chimiques qui les rendent éphémères dans l'environnement. Si des systèmes biologiques sont exposés, de manière interne, à des radicaux hydroxyles, leurs cellules peuvent être endommagées, y compris dans le corps humain, où ils vont par exemple réagir avec l'ADN, les lipides ou les protéines.

## Observations extraterrestres (lunaire notamment)
En 2009, le satellite indien Chandrayaan-1, la sonde Cassini de la NASA et la sonde Deep Impact ont chacun détecté la présence d'eau par la présence de fragments d'hydroxyle sur la Lune.
Comme le rapporte Richard Kerr, « un spectromètre (utilisé pour la cartographe de minéralogie de la lune, également appelé M3) a détecté une absorption infrarouge à une longueur d'onde de 3,0 micromètres que seules de l'eau ou un hydroxyle — un hydrogène et un oxygène liés — auraient pu créer ». Cette même année, la NASA a aussi signalé que la sonde LCROSS révélait un spectre d'émission ultraviolette compatible avec la présence d'hydroxyle. L'orbiteur Venus Express a renvoyé les données scientifiques de Venus d'avril 2006 à décembre 2014, incluant la détection d'hydroxyle dans l'atmosphère.

## Rôle écologique et climatique
Le radical hydroxyle est une molécule qui « joue le rôle de détergent atmosphérique » notamment vis-à-vis du méthane (puissant gaz à effet de serre) qu'il dégrade dans l'air. Or après une période de stabilisation le taux atmosphérique mondial de méthane est reparti à la hausse (+3 % environ de 2007 à 2015)). Outre par une augmentation de sources déjà connues, cette nouvelle hausse pourrait être due à une baisse du taux atmosphérique d'hydroxyle.
La radiolyse de l'eau liquide ou de vapeur d'eau, c'est-à-dire sa décomposition en hydrogène et hydroxyle respectivement sous forme de radicaux H· et ·OH par un rayonnement ionisant intense, est une source d'hydroxyle.